# Corgatha nabalua
Corgatha nabalua är en fjärilsart som beskrevs av Holloway 1976. Corgatha nabalua ingår i släktet Corgatha och familjen nattflyn. Inga underarter finns listade i Catalogue of Life.